# Porta-paletes
Porta-paletes (português europeu) ou paleteira (português brasileiro) é um equipamento utilizado para movimentação de paletes.

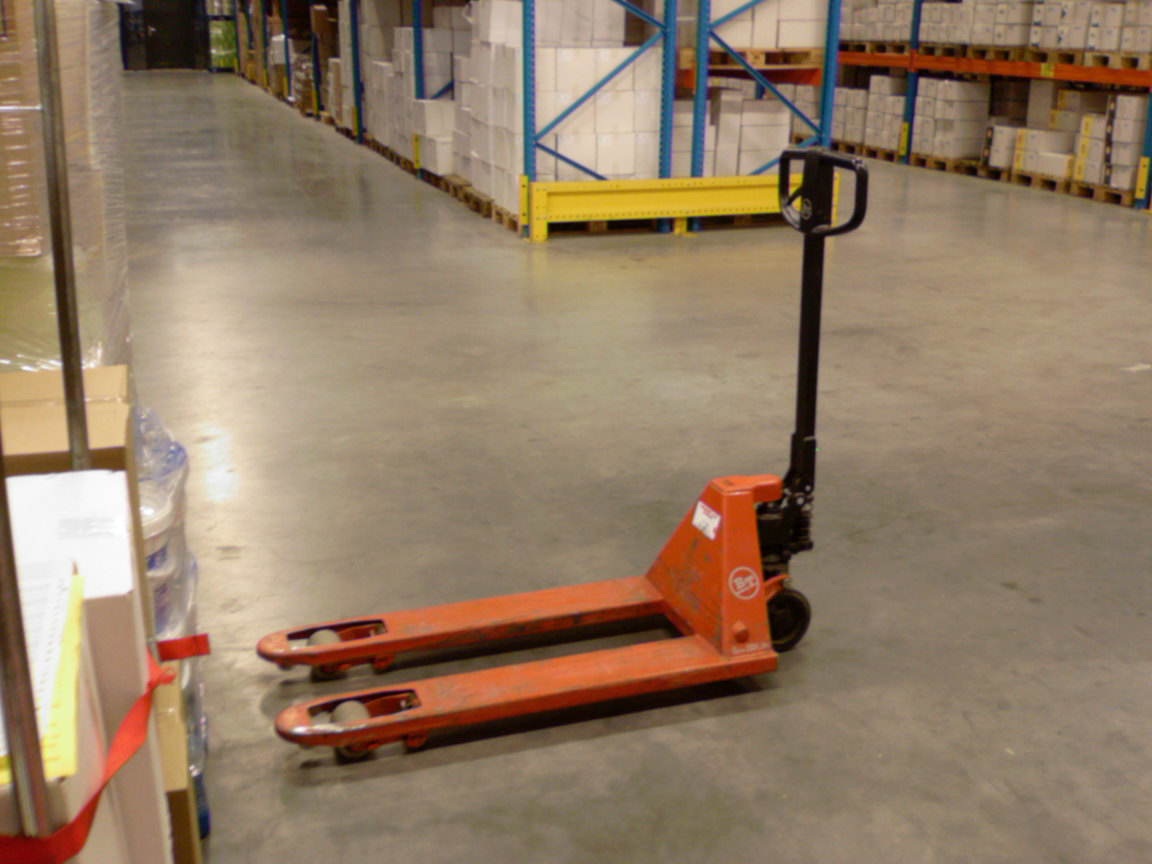
Uma paleteira manual

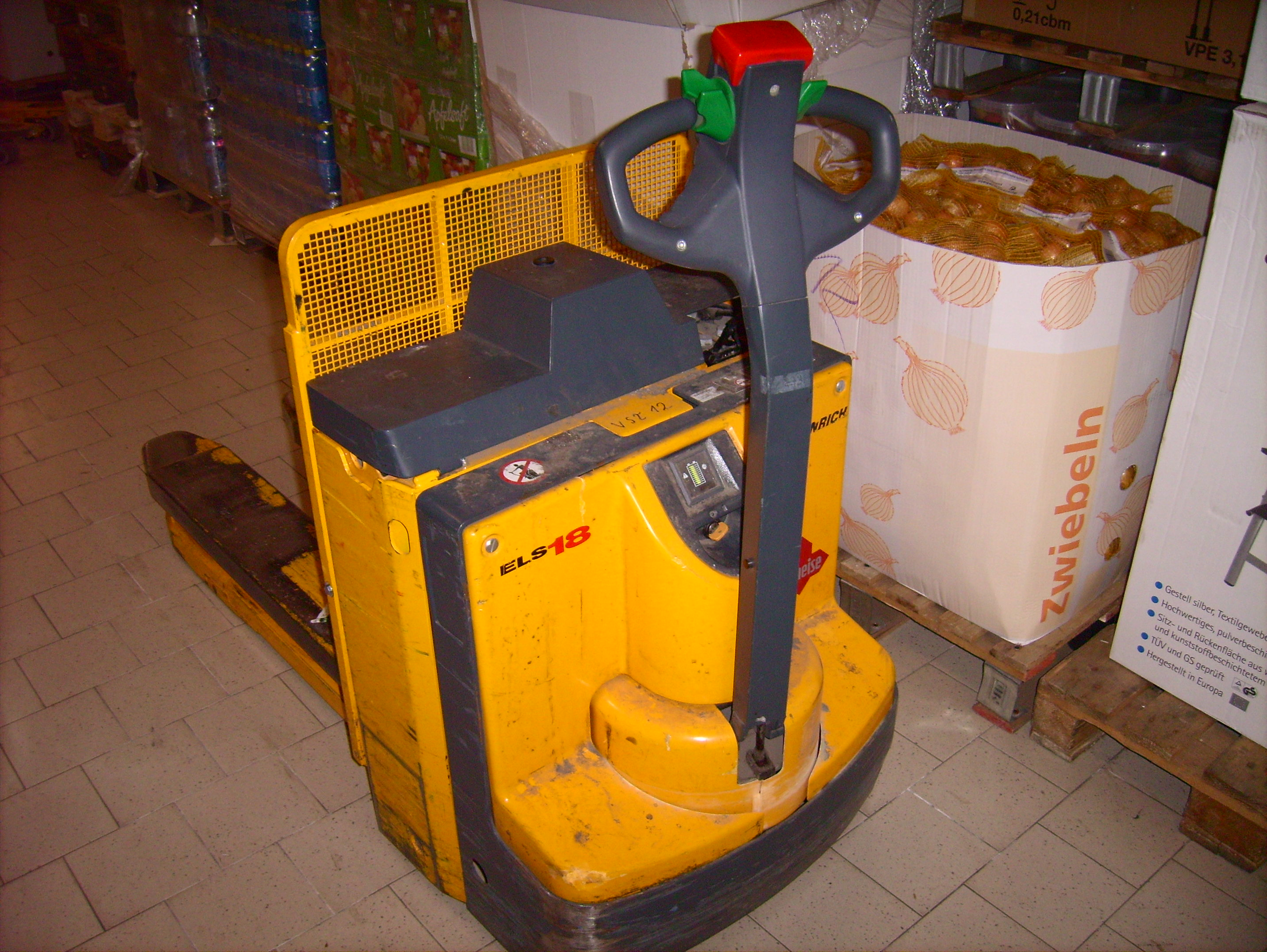
Uma paleteira elétrica

Normalmente as peleteiras possuem três rodas:uma roda no meio, logo abaixo da alavanca principal e outras duas situadas nas extremidades do garfo (ou forquilha), que ajudam a dar sustentação. Essa alavanca principal serve tanto para puxar como para empurrar a paleteira, quanto para elevar o garfo, e é similar ao movimento de um macaco-jacaré, utilizado em borracharias.
A paleteira é operada por apenas uma pessoa, a qual é responsável por "manobrar", de modo que o seu garfo fique posicionado por baixo do palete, acionar a alavanca até que o palete perca o contato com o solo e depois movimentar o palete até o seu destino final. Para deixar o palete no local de destino, o operador precisa apenas apertar uma pequena alavanca, com a mão direita, similar ao freio de uma bicicleta.

## Benefícios da paleteira
- Melhor custo benefício;[1]
- Sistema de conexão entre a barra de reboque e suas rodas de direção que possibilita na diminuição de força do usuário;
- Fácil manutenção.

## Tipos

### Pesagem de porta-paletes
Os porta-paletes também podem ser equipados com uma balança integrada. Isto permite a pesagem de uma palete carregada. Com uma função de soma, o peso de uma carga total pode ser determinado para um camião para evitar sobrecarga. Os porta-paletes com balança especial têm também uma função de contagem integrada, por exemplo, para contar peças metálicas numa caixa de malha.